# Frankenthaler Malergruppe

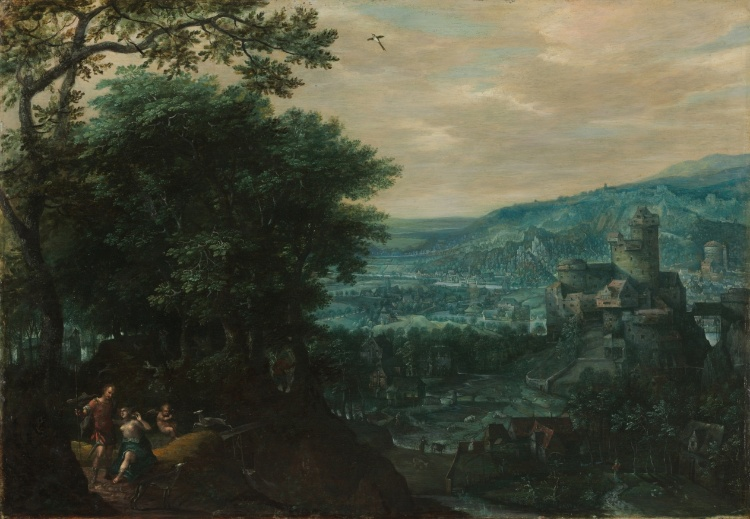
Landschaft mit Venus und Adonis, Gillis van Coninxloo um 1580

Die Frankenthaler Malergruppe, auch Frankenthaler Schule, war eine Gruppe an Malern aus den südlichen Niederlanden, die aufgrund der Protestantenverfolgung nach Frankenthal in der Pfalz übersiedelte.
Unter der Kunstförderung des calvinistischen Kurfürsten Friedrich von der Pfalz gründeten sie 1562 eine eigene Malerschule.
Auch wenn die Frankenthaler Schule keine Schule im einheitlichen Stil darstellt, war sie aufgrund ihrer thematisch ähnlichen Motive bekannt, bei denen es sich überwiegend um kleinformatige Waldlandschaften mit historischen oder religiösen Szenen handelte. Ebenso war ein buntes Kolorit ein charakteristisches Merkmal dieser Gruppe.
Zu den Hauptvertretern der Gruppe zählen die beiden Maler Gillis van Coninxloo und Pieter Schoubroeck.